# Sevinj Vagifgizi
Sevinj Vagifgizi o Sevinj Vagif gizi Abbasova (àzeri: Sevinc Vaqif qızı Abbasova; nascuda el 5 de juliol de 1989) és una periodista i presa política azerbaidjanesa. Ha treballat en mitjans de comunicació independents durant més de 15 anys. El 2022, va esdevenir l'editora en cap de la plataforma de mitjans independents Abzas Media.
Sevinj Vagifgizi, que durant les seves activitats periodístiques va ser sotmesa repetidament a assetjament i pressió, va ser detinguda i se li va prohibir sortir de l'Azerbaidjan durant cinc anys, va ser detinguda per la policia a l'aeroport la nit del 20 al 21 de novembre de 2023, quan tornava d'Istanbul. A l'Azerbaidjan, es va obrir una causa penal contra ella acusada de «contraban». La seva detenció va ser durament criticada per molts activistes i organitzacions locals i internacionals dels drets humans.

## Joventut
Sevinj Vagif gizi Abbasova va néixer el 5 de juliol de 1989 al districte de Fuzuli. Després de l'ocupació del districte de Fuzuli durant la Primera Guerra de l'Alt Karabakh l'agost de 1993, va començar a viure com a refugiada amb la seva família. Entre el 1995 i el 2006 va estudiar a l'escola secundària núm. 297 que porta el nom d'E. Aliyev, districte de Binagadi, i del 2006 al 2010 va estudiar a la Facultat de Periodisme de la Universitat Estatal de Bakú.

## Activitat periodística
Sevinj Vagifgizi va començar a treballar com a periodista durant els seus anys d'estudiant. Entre el 2009 i el 2013, Sevinj Vagifgizi va treballar al diari "Bizim Yol" (La nostra carretera), del 2012 al 2013, al diari " Azadlıq " (Llibertat), i el 2013 va començar a treballar com a reportera de vídeo per a Meydan TV.
La nit del 20 de setembre de 2015, Sevinj Vagifgizi, juntament amb els periodistes Aytan Farhadova i Izolda Aghayeva, van ser detinguts per la policia a l'aeroport i portats a la Direcció Principal de Lluita contra el Crim Organitzat del Ministeri de l'Interior. Va ser interrogada repetidament pel Departament d'Investigació de Delictes Greus com a part de la causa penal presentada contra Meydan TV. La persecució dels periodistes per part del govern d'Azerbaidjan va ser criticada llavors per Human Rights Watch (HRW). Tot i ser interrogada com a testimoni en un cas penal, el 2015-2019 se li va prohibir sortir de l'Azerbaidjan.
El 2018, Sevinj Vagifgizi va ser demandat per haver denunciat frau a les eleccions presidencials.
Sevinj Vagifgizi va ser detinguda per la policia durant les seves activitats professionals el gener de 2019 i alliberada després de més de 10 hores de detenció al departament de policia 24 del departament de policia del districte de Nizami.
L'11 de febrer de 2020, un grup de candidats parlamentaris i activistes socials van fer una concentració en protesta contra els resultats de les eleccions parlamentàries. La concentració va ser dispersa per la policia, que va utilitzar la força davant de l'edifici administratiu de la Comissió Electoral Central. Sevinj Vagifgizi, que estava fent de periodista, va ser detinguda per la policia i va resultar ferida al braç i a la cara. En una entrevista a Voice of America, Sevinj Vagifgizi va parlar del que va passar: “La policia em va agafar per darrere i em va llançar a l'autobús d'un regiment especial de policia. A l'autobús van fer servir paraules molt grolleres, van insultar a cadascun de nosaltres, fins i tot van insultar els nostres pares. Llavors em van demanar el telèfon... Els vaig dir que les meves coses estaven al cotxe i ells em miraven a les butxaques. Un d'ells va començar a cridar "dona'm el telèfon". Llavors em va agafar del braç i el va torçar. Em va girar i em va agafar la mà durant cinc minuts. Llavors va venir un altre policia i em va donar un cop de puny a l'ull. Després de mantenir-nos a l'autobús durant 20 minuts, ens van deixar anar a Bailovo." Sevinj Vagifgizi també va declarar que quan va anar a l'hospital per a fer-se un examen mèdic després de l'incident, la policia no va permetre que els metges li proporcionessin els resultats de la radiografia. Sevinj Vagifgizi va recórrer a la Fiscalia General amb una sol·licitud per identificar i castigar els responsables d'aquest incident. Reporters sense Fronteres va condemnar enèrgicament l'incident i va dir que el govern d'Azerbaidjan havia destruït el pluralisme.
Va fer periodisme d'investigació amb l'Organized Crime and Corruption Reporting Project (OCCRP).
Sevinj Vagifgizi és l'editor en cap d'Abzas Media des del setembre de 2022. Abzas Media és una plataforma de mitjans independents coneguda per investigar els negocis dels funcionaris governamentals a l'Azerbaidjan, inclosos els presumptes casos de corrupció en treballs de reconstrucció al Karabakh des del 2020. Durant el període 2022-2023, Abzas Media va realitzar un estudi sobre els familiars del president d'Azerbaidjan, Ilham Aliyev, el ministre d'Afers Exteriors Jeyhun Bayramov, el cap del Servei de Seguretat Presidencial Baylar Eyyubov, el cap del Servei de Seguretat de l'Estat Ali Naghiyev, incloent materials publicats sobre licitacions relacionades amb el Fundació Heydar Aliyev i PASHA Holding.

## Detenció
El 20 de novembre de 2023, el CEO d'Abzas Media-Ulvi Hasanli va ser detingut prop de casa seva mentre anava a l'⁣aeroport per viatjar a l'estranger. Hasanli va ser traslladat al departament de policia principal de la ciutat de Bakú, on es van fer escorcolls tant a casa seva com a l'oficina d'Abzas Media. Segons Zibeyda Sadygova, que defensa els drets de Hasanli, durant un registre de cinc hores a l'oficina, la policia suposadament va descobrir 40.000 euros. Abzas Media va rebutjar aquestes acusacions, qualificant-les d'"un escenari creat per donar suport a les acusacions d'Ulvi Hasanli". Hasanli va afirmar que les preguntes que li va fer la policia es refereixen a les investigacions realitzades per Abzas Media. Com a resultat, Ulvi Hasanli va ser arrestat i acusat de "contraban".
La nit del 20 al 21 de novembre, l'editora en cap d'Abzas Media Sevinj Vagifgizi va tornar a l'Azerbaidjan des d'Istanbul, sabent que seria arrestada. Va ser detinguda per la policia a l'aeroport internacional Heydar Aliyev. El mateix dia es va fer un registre al seu pis. L'advocat Elchin Sadigov, que va defensar els drets de Sevinj Vagifgizi, va afirmar que no es van trobar objectes il·legals durant la recerca. Tanmateix, se li va obrir una causa penal en virtut de l'article 206.3.2 del Codi Penal (contraban comès per un grup de persones per conspiració prèvia). El 21 de novembre, Sevinj Vagifgizi va ser condemnada pel Tribunal de Districte de Khatai a 3 mesos i 29 dies de presó preventiva.
Organitzacions internacionals de drets humans com Amnistia Internacional, Human Rights Watch (HRW), Reporters Sense Fronteres (RSF), Comitè per a la Protecció dels Periodistes (CPJ), la Federació Europea de Periodistes, el Comitè de Hèlsinki noruec, el Comitè Directiu del Fòrum de la Societat Civil de l'Associació Oriental i Freedom Now, així com el Departament d'Estat dels EUA van condemnar la detenció de Sevinj Vagifgyzy. Van demanar a les autoritats d'Azerbaidjan que l'alliberessin immediatament.